# Parafia Opatrzności Bożej w Gdańsku

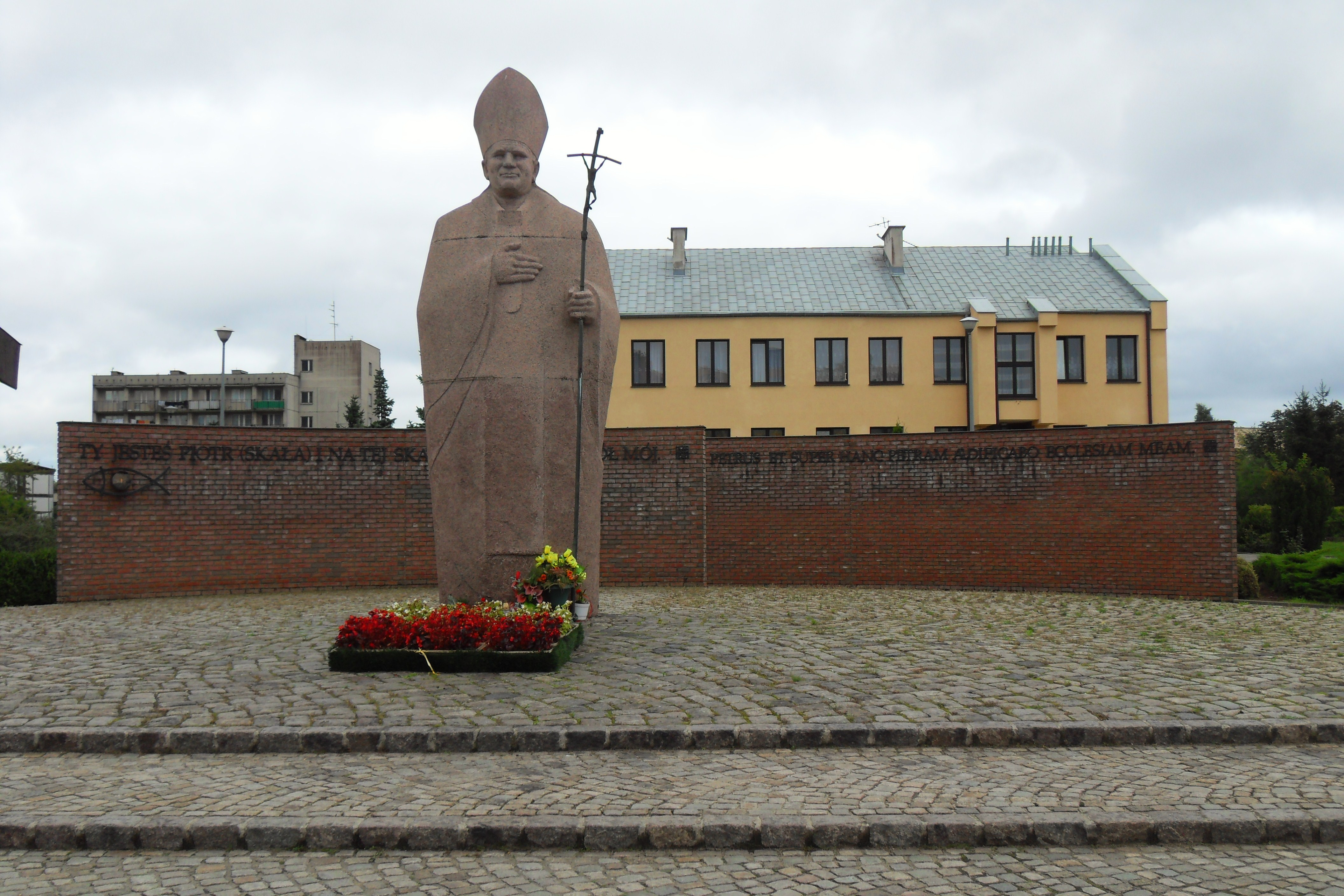
Pomnik Jana Pawła II na pl. Trzeciego Tysiąclecia (widok z al. Jana Pawła II)

Parafia Opatrzności Bożej w Gdańsku – rzymskokatolickie sanktuarium i parafia położone w gdańskiej dzielnicy Zaspa – Rozstaje przy alei Jana Pawła II. Wchodzi w skład dekanatu Gdańsk Przymorze, który należy do archidiecezji gdańskiej.

## Historia
Historia duszpasterstwa na Zaspie, sięga końca lat '70 XX wieku, gdy gdańskie osiedle otrzymało w 1979 pozwolenie od władz państwowych – PZPR, na utworzenie parafii pw. Opatrzności Bożej, a jej pierwszym proboszczem został, dotychczasowy wikariusz parafii NMP Królowej Różańca Świętego na Przymorzu – ks. Julian Noga.
- 5 sierpnia 1979 – Erygowanie i ustanowienie parafii, obejmującą teren byłego lotniska – dzielnicę Zaspa, dekretem biskupim przez bpa Lecha Kaczmarka – ordynariusza gdańskiego;
- 19 sierpnia 1979 – pierwsza msza na terenie parafii;
- 19 lutego 1980 – budowa baraku mieszczącego salki katechetyczne, tymczasową kaplicę oraz mieszkania dla księży;
- Kwiecień 1980 – staraniami o pozwolenie na budowę punktu katechetycznego przy ul. Pilotów 1 postawiono tymczasowy budynek który mieścił kaplicę i dwie salki – tzw. „Barak”;
- 17 maja 1982 – uzyskano pozwolenie na budowę, wg projektu inż. Jana Raniszewskiego;
- 19 września 1982 – poświęcenie i wmurowanie kamienia węgielnego pod budowę kaplicy;
- 4 marca 1984 – erygowanie przy punkcie katechetycznym dla osiedli A i B – nowej parafii pw. św. Kazimierza[3], a dla parafii Opatrzności Bożej – osiedli C i D;
- 10 czerwca 1985 – uzyskanie pozwolenia na budowę i rozpoczęcie prac budowlanych Kościoła oraz późniejszy pożar „Baraku” mieszkalnego i tragiczna śmierć ks. Mariana Wątroby[4];
- 27 września 1985 – oddanie do użytku Szpitala Miejskiego na Zaspie[5][6] i rozpoczęcie pracy duszpasterskiej przez kapelana szpitala oraz betonowanie stropu nad dolnym kościołem;
- 24 grudnia 1985 – pierwsza pasterka odprawiona w dolnym kościele;
- 1987 – pracę w parafii podjęły siostry ze Zgromadzenia Sióstr Wspólnej Pracy od Niepokalanej Maryi[7] oraz rozpoczęły się prace przy budowie klasztoru;
- 12 czerwca 1987 – wizyta papieża Jana Pawła II, który odprawił mszę dla „Świata Pracy” oraz poświęcenie kamienia węgielnego pod budowę górnego Kościoła – podczas swojej III pielgrzymki do Polski
- 13 września 1987 – wmurowanie kamienia węgielnego w górny Kościół;
- 4 lutego 1988 – kradzież, zorganizowana przez Służbę Bezpieczeństwa tj. 20 ton głazu mającego upamiętnić pobyt papieża;
- 25–26 lutego 1988 – peregrynacja obrazu Matki Boskiej Częstochowskiej;
- 12 czerwca 1989 – rozbiórka starej kaplicy i rozpoczęcie budowy domu parafialnego i wmurowanie kamienia węgielnego w dom parafialny;
- 16 października 1990 – poświęcenie domu sióstr ze Zgromadzenia Sióstr Wspólnej Pracy od Niepokalanej Maryi oraz nadanie alei przy której znajduje się parafia i Szkole Podstawowej nr 5 imienia Jana Pawła II;
- 1992 – 11 lutego powołane zostaje parafialne Caritas oraz Szkole Podstawowej nr 48 nadane zostaje im. gen. Józefa Hallera, a 28 grudnia zostaje oddany do użytku dom parafialny i poświęcony krzyż z ołtarza papieskiego oraz 2 dzwonów;
- 4 czerwca 1999 – odsłonięcie wykonanego z granitu pomnika Jana Pawła II przy kościele, na placu Trzeciego Tysiąclecia;
- 2 maja 2010 – konsekracja górnego Kościoła, której dokonał kardynał Tarcisio Bertone SDB – sekretarz stanu Stolicy Apostolskiej, przy współudziale: Sławoja Leszka Głódzia – arcybiskupa metropolity gdańskiego, abpa Tadeusza Gocłowskiego CM – emerytowanego metropolity gdańskiego, bpa Jana Bernarda Szlagi – ordynariusza pelplińskiego, bpa Andrzeja Suskiego – ordynariusza toruńskiego oraz Ryszarda Kasyny, biskupa pomocniczego gdańskiego[8];
- 12 czerwca 2012 – poświęcenie kaplicy adoracji Najświętszego Sakramentu i uroczyste wprowadzenie relikwii bł. Jana Pawła II przez kard. Tarcisio Bertone SDB – sekretarz stanu Stolicy Apostolskiej, w 25 rocznicę pobytu Jana Pawła II na Zaspie[9]. W uroczystości uczestniczył abp Celestino Migliore – nuncjusz apostolski w Polsce, a także biskupi gdańscy: abp Sławoj Leszek Głódź – metropolita gdański, Tadeusz Gocłowski CM, arcybiskup senior gdański i Ryszard Kasyna, biskup pomocniczy gdański;
- 22 października 2021 – ustanowienie przy parafii archidiecezjalnego sanktuarium św. Jana Pawła II. Dekret odczytano podczas uroczystej eucharystii, której przewodniczył abp Tadeusz Wojda SAC – metropolita gdański, wraz z biskupami pomocniczymi: Wiesławem Szlachetką i Zbigniewem Zielińskim[10][11].

## Proboszczowie
- 1979–1984: ks. kan. mgr Julian Noga[12][2]
- 1984–2022: ks. prał. Kazimierz Wojciechowski[13][14][15]
- od 15 VIII 2022: ks. kan. mgr Waldemar Waluk[16][17]
  - komisja wizytacyjna (zespół 2) od 30 IX 2022